# Lonicera fengkaiensis
Lonicera fengkaiensis är en kaprifolväxtart som beskrevs av Ru Huai Miao och X.J. Liu. Lonicera fengkaiensis ingår i släktet tryar, och familjen kaprifolväxter. Inga underarter finns listade i Catalogue of Life.